# Georgetown (Illinois)
Georgetown je grad u američkoj saveznoj državi Ilinois. Prema popisu stanovništva iz 2010. u njemu je živjelo 3.474 stanovnika.